# 城東郡
- 令制国一覧 > 東海道 > 遠江国 > 城東郡
- 日本 > 中部地方 > 静岡県 > 城東郡

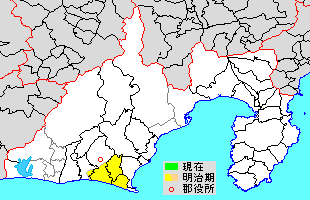
静岡県城東郡の範囲（薄黄：後に他郡に編入された区域）

城東郡（きとうぐん、きとうのこおり）は、静岡県（遠江国）にあった郡。

## 郡域
1879年（明治12年）に行政区画として発足した当時の郡域は、現在の行政区画では概ね以下の区域にあたる。
- 菊川市の全域
- 御前崎市の大部分（白羽・御前崎・港を除く）
- 島田市の一部（神谷城の一部）
- 掛川市の一部（板沢、上内田以南）
- 袋井市の一部（東同笠・大野・中新田・岡崎・山崎）

## 歴史
古くは「城飼郡」（きこうぐん、きかふのこほり）と称した。藤原京跡より出土された木簡には「紀甲郡」と記されていた。平安時代後期から「城東郡」とも記されるようになり、近世以後は専ら「城東郡」の表記となった。

### 近代以降の沿革
- 「旧高旧領取調帳」に記載されている明治初年時点での支配は以下の通り。●は村内に寺社領が、○は寺社等の除地（領主から年貢免除の特権を与えられた土地）が存在。（1町111村）

| 知行         | 知行                   | 村数     | 村名 |
| ------------ | ---------------------- | -------- | --- |
| 幕府領       | 幕府領                 | 1村      | 鶴池新田（詳細不明）、和田村（現・菊川市） |
| 幕府領       | 旗本領                 | 28村     | 小出村、●友田村、●潮海寺村、田島村、金谷村、耳川村、小沢村、板沢村、堀之内村、●牛淵村、半済村、子隣村、小貫村、●岩井寺村、●高瀬村、西横地村、●○東横地村、●○下朝比奈村、●○下平川村、三沢村、●門屋村、●落合村、●今滝村、下土方村、●嶺村、向村、●○佐倉村、宮内村 |
| 幕府領       | 幕府領・旗本領         | 1村      | 土橋村 |
| 藩領         | 遠江横須賀藩           | 1町 50村 | 横須賀町、和田村（現・掛川市）、●西大淵村、●東大坂村、●西大坂村、藤塚村源左衛門方、○藤塚村庄左衛門方、●大新井村、中新井村、●清ヶ谷村、○三俣村、○雨垂村、東同笠村、●同笠新田村、中新田村、三輪村、三沢新田、○石津村、●小谷田新田、大石村、西之谷村、●○海戸村、●○下方村、●○公文村、●○毛森村、○川久保村、岩滑村、坂里村、来福村、旦付新田、成行村、●国安村、久兵衛新田、喜右衛門新田、国包村、沖之須村、○上野中村、犬待坂新田、下野中村、浜村、野賀村、岡原新田、浜野村、浜野新田村、浜川新田村、堂山村、嶺田村、奈良野村、合戸村、塩原新田、●池新田村 |
| 藩領         | 丹波篠山藩             | 9村      | 神尾村、丹野村、古谷村、川上村、目木村、猿渡村、●棚草村、●高橋村、中方村 |
| 藩領         | 遠江相良藩             | 2村      | 上朝比奈村、●比木村 |
| 藩領         | 三河西尾藩             | 4村      | 吉沢村、上平川村、堂山新田、河東村 |
| 藩領         | 遠江掛川藩             | 4村      | 倉沢村、西深谷村、入山瀬村、桶田村 |
| 藩領         | 遠江浜松藩             | 2村      | ●中内田村、月岡村 |
| 藩領         | 西尾藩・三河吉田藩     | 1村      | 本所村 |
| 幕府領・藩領 | 幕府領・横須賀藩       | 1村      | ●岡崎村 |
| 幕府領・藩領 | 幕府領・篠山藩         | 1村      | 沢水加村 |
| 幕府領・藩領 | 幕府領・西尾藩         | 1村      | ●富田村 |
| 幕府領・藩領 | 旗本領・横須賀藩       | 1村      | 段村 |
| 幕府領・藩領 | 旗本領・相良藩         | 1村      | ●○新野村 |
| 幕府領・藩領 | 旗本領・吉田藩         | 1村      | ●加茂村 |
| 幕府領・藩領 | 旗本領・篠山藩         | 1村      | 下内田村 |
| 幕府領・藩領 | 旗本領・掛川藩         | 1村      | ●西方村 |
| 幕府領・藩領 | 旗本領・西尾藩・篠山藩 | 1村      | 赤土村 |

- 1868年（慶応4年）

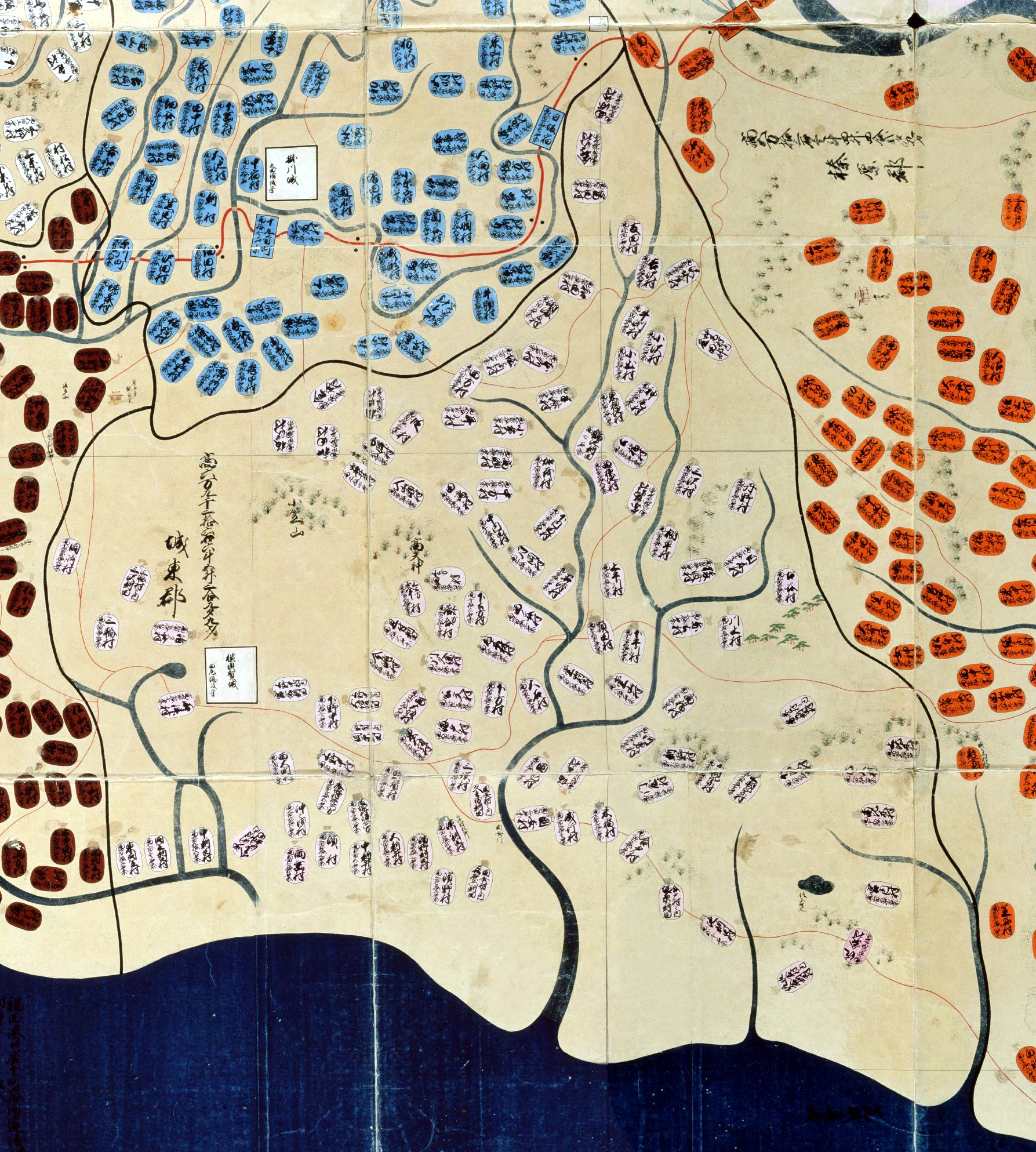
江戸時代に描かれた「遠江國」（『天保國繪圖』天保9年）。城東郡は薄桃色、隣接する山名郡は紫色、周智郡は白色、佐野郡は水色、榛原郡は橙色で示されている。原図では東が上になっているが、90度右回転させて北を上にして表示している

  - 5月24日 - 徳川宗家が駿河府中藩に転封。それにともない遠江・駿河・伊豆国内で領地替えが行われ、吉田藩領が上総国望陀郡、西尾藩領が安房国平郡、篠山藩領が丹波国天田郡・何鹿郡・桑田郡・船井郡および但馬国朝来郡に転封、幕府領・旗本領が消滅。
  - 9月5日 - 浜松藩が上総鶴舞藩、相良藩が上総小久保藩、横須賀藩が安房花房藩に転封。
- 1868年（明治元年）
  - 11月7日 – 掛川藩が上総柴山藩に転封。
  - 以上の変更により、全域が府中藩の管轄となる。
- 明治初年（1町106村）
  - 田島村・金谷村・桶田村・段村が合併して上内田村となる。
  - 嶺村・向村が合併して嶺向村となる。
  - 堂山村が嶺田村に合併。
- 1869年（明治2年）8月7日 - 府中藩が静岡藩に改称。
- 1871年（明治4年）
  - 7月14日 - 廃藩置県により静岡県の管轄となる。
  - 11月15日 - 第1次府県統合により全域が浜松県の管轄となる。
- 1873年（明治6年） - 清ヶ谷村・三輪村・三沢新田・石津村・小谷田新田が合併して山崎村となる。（1町102村）
- 1874年（明治7年） - 東大坂村・西大坂村が合併して大坂村となる。（1町101村）
- 1875年（明治8年）（1町96村）
  - 落合村・嶺向村・旦付新田が合併して上土方村となる。
  - 海戸村・下方村・公文村・毛森村が合併して中村となる。
- 1876年（明治9年）（1町95村）
  - 8月21日 - 第2次府県統合により全域が静岡県の管轄となる。
  - 東同笠村・同笠新田村が合併して寄木村となる。
- 1877年（明治10年） - 藤塚村源左衛門方・藤塚村庄左衛門方・大新井村・雨垂村・中新井村・上野中村・犬待坂新田・下野中村・浜村・野賀村・岡原新田が合併して東大淵村となる。（1町85村）
- 1879年（明治12年）3月12日 - 郡区町村編制法の静岡県での施行により行政区画としての城東郡が発足。「佐野城東郡役所」が佐野郡掛川宿に設置され、佐野郡とともに管轄。
- 1885年（明治18年） - 来福村・成行村が合併して成行村となる[30]。（1町84村）
- 1887年（明治20年）4月18日 - 西深谷村が榛原郡神谷村と合併して榛原郡神谷城村となり、郡より離脱[31]。（1町83村）
- 1888年（明治21年） - 成行村が千浜村に改称する[32]。

### 町村制以降の沿革

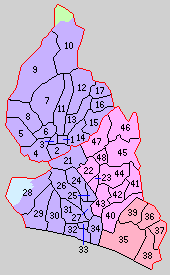
21.上内田村 22.中内田村 23.下内田村 24.佐束村 25.岩滑村 26.土方村 27.中村 28.笠原村 29.大須賀村 30.大淵村 31.大坂村 32.三浜村 33.三俣村 34.千浜村 35.池新田村 36.朝比奈村 37.比木村 38.佐倉村 39.新野村 40.南山村 41.川野村 42.相草村 43.平田村 44.横地村 45.六郷村 46.河城村 47.西方村 48.加茂村（紫：掛川市 桃：菊川市 赤：御前崎市 水色：袋井市 1 - 17は佐野郡）

- 1889年（明治22年）4月1日 - 町村制の施行により、以下の町村が発足。（28村）
  - 上内田村 ← 板沢村、和田村、上内田村、子隣村、岩井寺村（現・掛川市）
  - 中内田村 ← 中内田村、月岡村、耳川村（現・菊川市）
  - 下内田村（単独村制。現・菊川市）
  - 佐束村 ← 中方村、高瀬村、小貫村（現・掛川市）
  - 岩滑村（単独村制。現・掛川市）
  - 土方村 ← 下土方村、入山瀬村、今滝村、上土方村、川久保村［大部分］、中村［一部］（現・掛川市）
  - 中村 ← 西之谷村、大石村、中村［大部分］、川久保村［一部］（現・掛川市）
  - 笠原村 ← 山崎村［大部分］（現・掛川市）、岡崎村（現・袋井市）
  - 大須賀村 ← 横須賀町、西大淵村、沖ノ須村、山崎村［一部］（現・掛川市）
  - 大淵村（東大淵村が単独村制。現・掛川市）
  - 大坂村（大坂村［大部分］が単独村制。現・掛川市）
  - 三浜村 ← 浜野村、浜川新田村、浜野新田村（現・掛川市）
  - 三俣村 ← 三俣村、大坂村［一部］（現・掛川市）
  - 千浜村 ← 千浜村、国安村、久兵衛新田、喜右衛門新田、国包村、坂里村（現・掛川市）
  - 池新田村 ← 池新田村、合戸村、塩原新田、門屋村（現・御前崎市）
  - 朝比奈村 ← 上朝比奈村、下朝比奈村（現・御前崎市）
  - 比木村（単独村制。現・御前崎市）
  - 佐倉村 ← 佐倉村、宮内村（現・御前崎市）
  - 新野村（単独村制。現・御前崎市）
  - 南山村 ← 高橋村、河東村（現・菊川市）
  - 川野村 ← 川上村、古谷村、丹野村（現・菊川市）
  - 相草村 ← 赤土村、猿渡村、目木村、棚草村（現・菊川市）
  - 平田村 ← 下平川村、堂山新田、嶺田村、上平川村（現・菊川市）
  - 横地村 ← 東横地村、奈良野村、西横地村、土橋村、三沢村（現・菊川市）
  - 六郷村 ← 半済村、神尾村、牛淵村、小沢村、小出村、本所村（現・菊川市）
  - 河城村 ← 吉沢村、倉沢村、友田村、富田村、沢水加村、和田村、潮海寺村（現・菊川市）
  - 西方村 ← 西方村、堀之内村（現・菊川市）
  - 加茂村（単独村制。現・菊川市）
  - 寄木村が山名郡幸浦村の一部となる。
- 1896年（明治29年）4月1日 - 郡制の施行のため、佐野郡・城東郡の区域をもって小笠郡を設置。同日城東郡廃止。

## 行政
佐野・城東郡長
| 代 | 氏名 | 就任年月日                | 退任年月日                | 備考                           |
| -- | ---- | ------------------------- | ------------------------- | ------------------------------ |
| 1  |      | 明治12年（1879年）3月12日 |                           |                                |
|    |      |                           | 明治29年（1896年）3月31日 | 佐野部との合併により城東郡廃止 |